# Comuna Lîtvînovîci, Kroleveț
Lîtvînovîci (în ucraineană Литвиновичі) este o comună în raionul Kroleveț, regiunea Sumî, Ucraina, formată din satele Antonivka, Lîtvînovîci (reședința) și Vorhol.

## Demografie
Componența lingvistică a comunei Lîtvînovîci
     Ucraineană (95,59%)
     Rusă (4,2%)
     Alte limbi (0,11%)
Conform recensământului din 2001, majoritatea populației comunei Lîtvînovîci era vorbitoare de ucraineană (95,59%), existând în minoritate și vorbitori de rusă (4,2%).